# Космос-2049
Космос-2049 је један од преко 2400 совјетских вјештачких сателита лансираних у оквиру програма Космос.
Космос-2049 је лансиран са космодрома Плесецк, СССР, 17. новембра 1989. Ракета-носач Сојуз је поставила сателит у орбиту око планете Земље. Маса сателита при лансирању је износила 6600 килограма. Космос-2049 је био осматрачки сателит.